# Llanfair Waterdine
Llanfair Waterdine è una parrocchia civile nello Shropshire, in Inghilterra, popolata da 225 abitanti. Si trova ad un passo dal confine gallese, nazione di cui faceva probabilmente un tempo parte, come tradisce la grafia del toponimo, prima che un’inondazione deviasse il fiume di confine.
In una sua frazione, la fattoria di Skyborry, nacque il primo presidente del Milan, il britannico Alfred Edwards.